# العلاقات البلجيكية السنغافورية
العلاقات البلجيكية السنغافورية هي العلاقات الثنائية التي تجمع بين بلجيكا وسنغافورة.

## مقارنة بين البلدين
هذه مقارنة عامة ومرجعية للدولتين:
| وجه المقارنة                                              | بلجيكا                                                                              | سنغافورة                                                             |
| --------------------------------------------------------- | ----------------------------------------------------------------------------------- | -------------------------------------------------------------------- |
| المساحة (كم2)                                             | 30.53 ألف                                                                           | 719                                                                  |
| عدد السكان (نسمة)                                         | 11.37 مليون                                                                         | 5.89 مليون                                                           |
| الكثافة السكانية (ن./كم²)                                 | 372.42                                                                              | 819.19 ألف                                                           |
| العاصمة                                                   | بروكسل                                                                              | سنغافورة                                                             |
| اللغة الرسمية                                             | اللغة الهولندية، لغة فرنسية، اللغة الألمانية                                        | لغة إنجليزية، اللغة الملايو، اللغة الصينية القياسية، اللغة التاميلية |
| العملة                                                    | يورو، فرنك بلجيكي                                                                   | دولار سنغافوري                                                       |
| الناتج المحلي الإجمالي (بليون دولار)                      | 492.68 مليار                                                                        | 323.91 مليار                                                         |
| الناتج المحلي الإجمالي (تعادل القوة الشرائية) بليون دولار | 514.74 مليار                                                                        | 472.59 مليار                                                         |
| الناتج المحلي الإجمالي الاسمي للفرد دولار أمريكي          | 40.32 ألف                                                                           | 52.89 ألف                                                            |
| الناتج المحلي الإجمالي للفرد دولار أمريكي                 | 43.44 ألف                                                                           | 82.76 ألف                                                            |
| مؤشر التنمية البشرية                                      | 0.890                                                                               | 0.925                                                                |
| رمز المكالمات الدولي                                      | +32                                                                                 | +65                                                                  |
| رمز الإنترنت                                              | .be                                                                                 | .sg                                                                  |
| المنطقة الزمنية                                           | توقيت وسط أوروبا، ت ع م+01:00، ت ع م+02:00، توقيت وسط أوروبا الصيفي، أوروبا/بروكسل ‏ | ت ع م+08:00، توقيت سنغافورة المنسق ‏                                  |

## منظمات دولية مشتركة
يشترك البلدان في عضوية مجموعة من المنظمات الدولية، منها:
| علم المنظمة | اسم المنظمة                               | تاريخ انضمام بلجيكا | تاريخ انضمام سنغافورة |
| ----------- | ----------------------------------------- | ------------------- | --------------------- |
|             | الاتحاد البريدي العالمي                   | ?                   | ?                     |
|             | مؤسسة التنمية الدولية                     | 2 يوليو 1964        | 27 سبتمبر 2002        |
|             | منظمة حظر الأسلحة الكيميائية              | ?                   | ?                     |
|             | منظمة التجارة العالمية                    | ?                   | ?                     |
|             | الأمم المتحدة                             | 27 ديسمبر 1945      | 21 سبتمبر 1965        |
|             | وكالة ضمان الاستثمار متعدد الأطراف        | 18 سبتمبر 1992      | 24 فبراير 1998        |
|             | منظمة الشرطة الجنائية الدولية             | ?                   | ?                     |
|             | مؤسسة التمويل الدولية                     | 27 ديسمبر 1956      | 4 سبتمبر 1968         |
|             | بنك التنمية الآسيوي                       | 1966                | 1966                  |
|             | الاتحاد الدولي للاتصالات                  | 1866                | 22 أكتوبر 1965        |
|             | البنك الدولي للإنشاء والتعمير             | 27 ديسمبر 1945      | 3 أغسطس 1966          |
|             | المنظمة الهيدروغرافية الدولية             | ?                   | ?                     |
|             | المركز الدولي لتسوية المنازعات الاستشارية | 26 سبتمبر 1970      | 13 نوفمبر 1968        |
|             | يونسكو                                    | 29 نوفمبر 1946      | 8 أكتوبر 2007         |

## وصلات خارجية
- موقع وزارة الخارجية البلجيكية
- موقع وزارة الخارجية السنغافورية